# Dercy
Dercy település Franciaországban, Aisne megyében. Lakosainak száma 394 fő (2022. január 1.). Dercy Barenton-sur-Serre, Bois-lès-Pargny, Erlon, Froidmont-Cohartille, Mortiers és Voyenne községekkel határos.

## Népesség
A település népességének változása:
| Lakosok száma | 412  | 381  | 361  | 396  | 381  | 389  | 391  | 391  | 389  | 394  |
|               | 1968 | 1982 | 1990 | 2006 | 2013 | 2015 | 2017 | 2019 | 2020 | 2022 |